# Alfàbrega
L'alfàbrega, alfabaguera, alfàbega, aufàbiga o aufàtia (Ocimum basilicum), de la família de les lamiàcies, olorosa, de flors blanques o rosades agrupades a la part alta de la tija, en forma de pisos. És una herba aromàtica anual, tot i que n'hi ha algunes espècies que són perennes, com l'alfàbrega africana blava i la santa tailandesa. És de creixement baix (entre 40–60 cm), amb fulles herbàcies de color verd llustrós a l'anvers i una mica més clar al revers, on podem trobar unes glàndules, cadascuna de les quals conté una goteta d'essència i que són les causants de l'aromaticitat. Són fulles amples de 3 a 5 cm de longitud, lleugerament peciolades i oposades, dentades i de textura sedosa. En algunes varietats agafen un color morat porpra. Són simples, de forma ovalada o oblonga, lanceolades, atenuades a la base, nervadura pennada, lleument dentades, tot i que hi ha varietats de jardí que són senceres i de textura sedosa.
És de tija erecta i ramificada des de la base, arrodonida per sota i quadrangular a la part superior. Tendeix a tornar-se llenyosa i espessa. Té un borrissol recobrint tota la superfície. Emet flors agrupades en espigues florals poc denses i tubulars de color blanc, rosa o violeta en verticils de 6 flors cadascú. Es disposen en un cim de 8 radis. Les flors són de mida variable i amb peduncle. La corol·la té de 8 a 10 mm de llarg i és de color blanc, rosa o violeta. Són flors bilabiades. El llavi superior està dividit en quatre lòbuls i l'inferior és sencer. Té un calze que es divideix en cinc lòbuls ciliats: els dos anteriors més estrets i aguts i el superior arrodonit i més gran que els altres, i queda superposat, aixecat i desbordat. Té 4 estams amb els filaments i les anteres de color blanc. Els estams no estan dirigits cap al llavi superior com les altres lamiàcies, sinó sobre el llavi inferior.

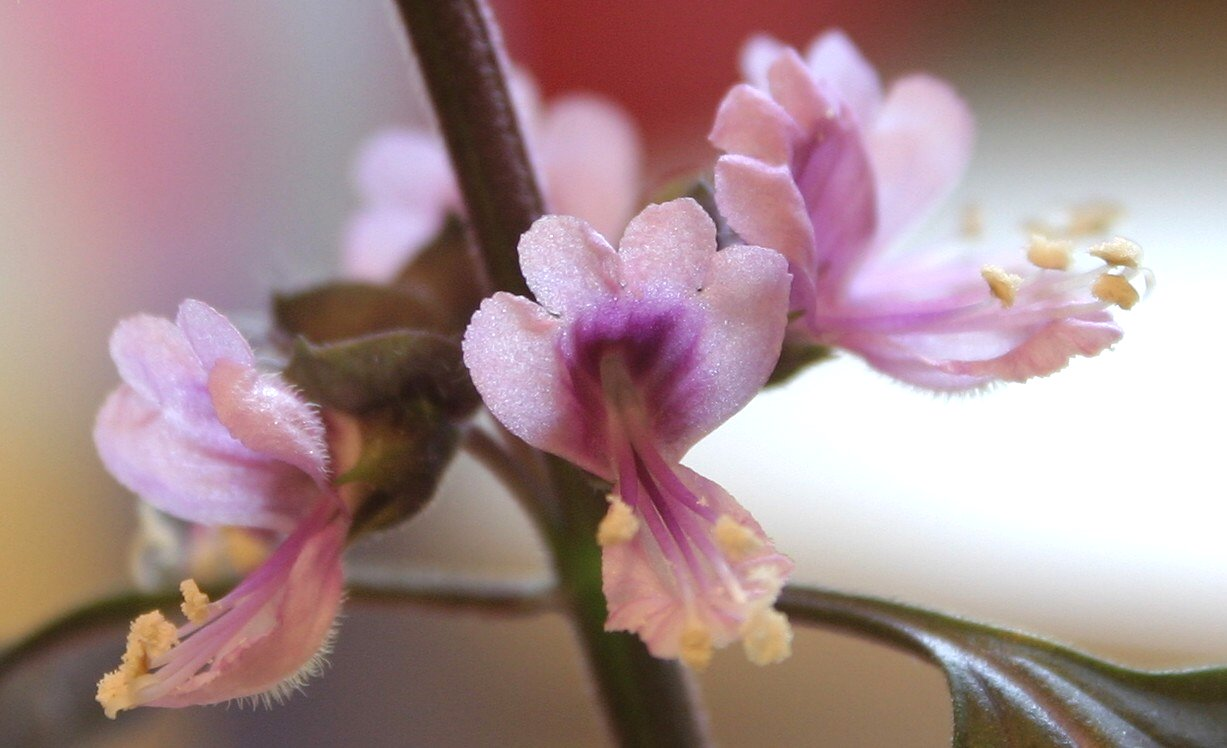
Flor de l'alfàbrega

Aquesta planta és molt sensible a les gelades. És rara en estat silvestre. Es troba de 0 a 1000 m d'altitud, però està millor en altituds inferiors, ja que en augmentar l'altitud, disminueix el rendiment en olis essencials. Es conrea únicament per llavors, que es poden sembrar en planters o tests en un hivernacle a principis o a mitjans de primavera. Requereix una posició assolellada, tot i que en climes d'estius molt calorosos agraeix un poc d'ombra i sòls fèrtils, permeables i humits.

## L'alfàbrega en la gastronomia

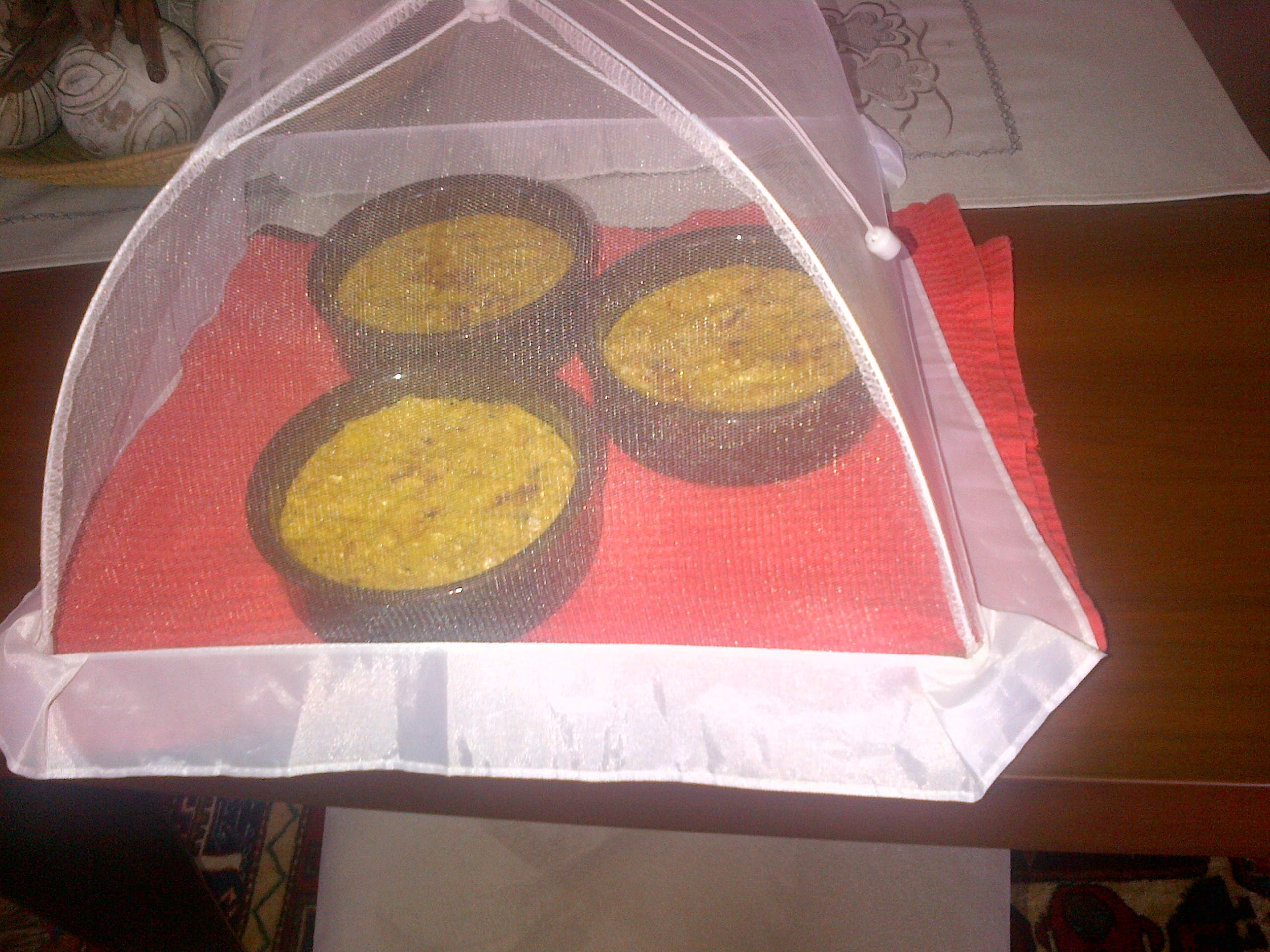
Pastelera, un plat de blat de moro de la cuina xilena, s'utilitza alfàbrega en l'elaboració, i és la versió vegetariana de "pastel de choclo"

La majoria de les diferents varietats d'alfàbrega cultivades en moltes regions d'Àsia tenen un sabor semblant al clau (Eugenia caryophyllata), que és generalment més fort que el de les varietats europees.

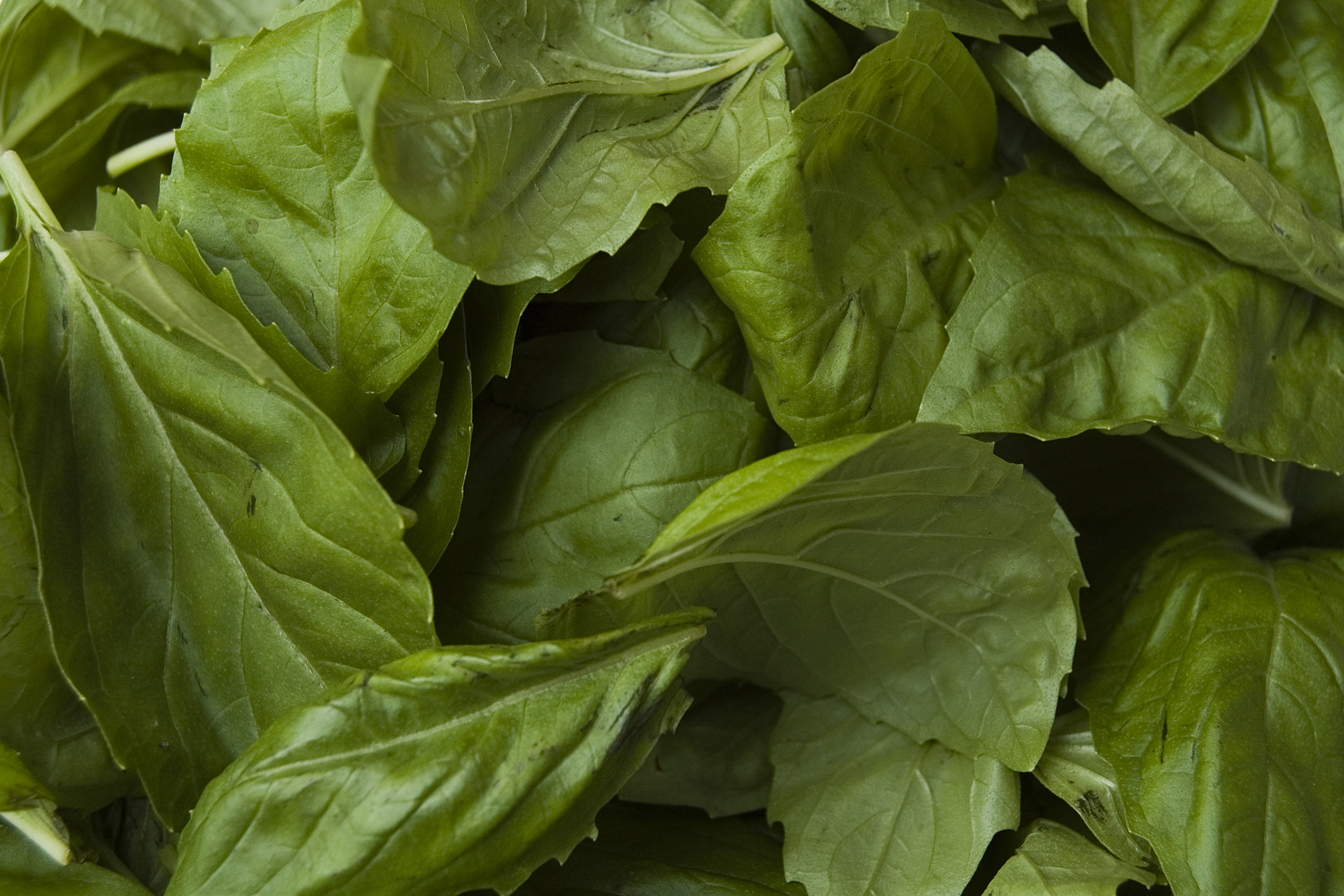
Fulles fresques d'alfàbrega

L'espècie O. tenuiflorum, estretament relacionada, és una herba sagrada a l'Índia, tot i que no gaire utilitzada culinàriament, les seues fulles s'usen per a preparar una infusió com a remei de refredats. Coneguda com a "tulasi", a aquesta planta se li rendeix culte, en ser considerada molt apreciada per Vixnu en algunes sectes vaishnavas. És un ingredient molt comú en la cuina tailandesa, vietnamita i xinesa, pel seu fort sabor semblant a l'anís (Pimpinella anisum), s'usa per a condimentar el curri i les verdures saltades.
És sovint emprada en la cuina mediterrània i llatinoamericana; es pot consumir fresca o seca en amanides, sopes de verdures, salses per a acompanyar plats de pasta -la famosa salsa pesto italiana la porta com a ingredient principal- i també en guisats de qualsevol mena de carns.
L'herba fresca es pot mantenir en el frigorífic durant curts períodes guardada en una bossa de plàstic o durant períodes més llargs en el congelador, si se l'escalda ràpidament en aigua bullent. També es poden mantindre les fulles fresques en un pot amb una mica de sal i cobertes amb oli d'oliva.
Hom pot utilitzar tant la fulla tendra com la seca. En el primer cas té una olor més forta i un gust picant que recorda el pebre. La planta seca, en canvi, s'assembla al curri. També pot agafar un gust semblant a l'anís. Les fulles picades serveixen per a condimentar amanides, arròs, pasta, sopes, bolets, ous... també s'utilitza per a fer salses com el famós "pesto" per a la pasta. També la podem trobar en forma d'infusió.

## Cosmètica i perfumeria
L'oli aromàtic obtingut per destil·lació amb vapor s'utilitza com a aromatitzant i per a fer fregues que eviten la caiguda de cabell.
El bany amb infusió d'alfàbrega serveix com a estimulant i alhora relaxa els nervis. Deixa la pell molt fresca.
La seva essència s'utilitza per a donar olor al sabó i per a evitar l'olor de cuir. També desodoritza les sabates.
A més, es fa servir per a espantar els mosquits, als quals sembla que no els agrada l'olor penetrant que produeix en la planta la presència d'estragol i eugenol.

## Aspectes culturals

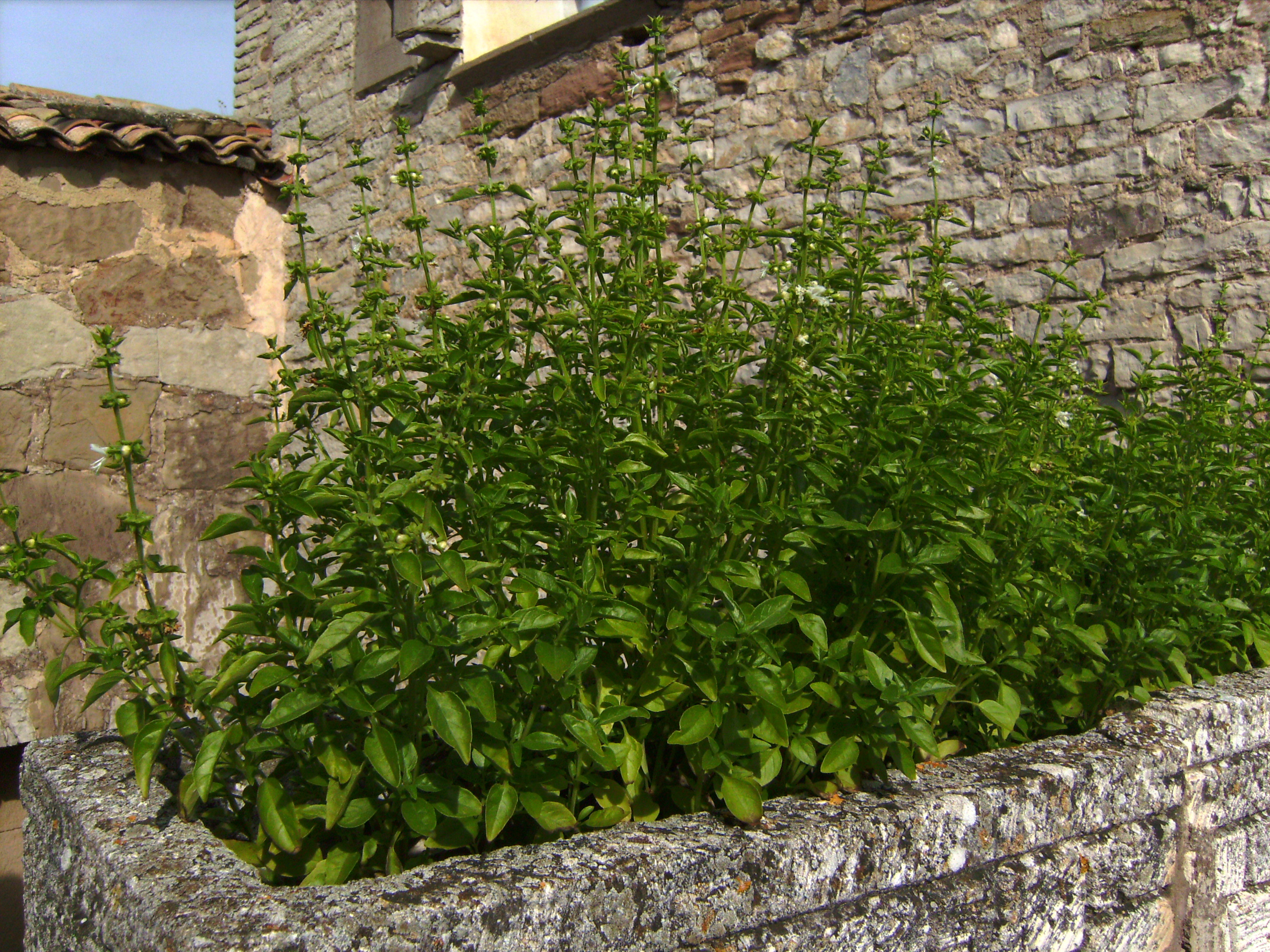
Alfàbrega després de tres mesos de ser sembrada

La planta ha sigut sovint considerada com verinosa; mentre les llegendes africanes afirmen que protegeix dels escorpins, les tradicions europees asseveren que és un símbol de Satanàs, encara que en llocs com l'Índia -el país d'on és originària aquesta espècie- se la considera sagrada. Foren els botànics que acompanyaven l'expedició de conquesta d'Alexandre el Gran (segle III aC) qui la varen introduir en les terres de la Mediterrània. De manera anàloga, en l'actualitat és un signe d'amor a Itàlia, però representava l'odi, la desgràcia i la pobresa en l'antiga Grècia.
A la localitat valenciana de Bétera, es cultiva un exemplar de més de dos metres d'alçada, que s'ofereix a la Mare de Déu de l'Assumpció en una festa tradicional anomenada "Les Alfàbregues".
També hi ha creences que aconsellaven agafar alfàbrega en el moment del part per a disminuir el dolor.

## Usos mèdics
És activadora de les vies respiratòries, contra la tos irritativa.
Afrodisíaca, antihistèrica, digestiva: afavoreix la digestió i evita els espasmes gàstrics, ja que augmenta la producció de sucs gastrointestinals. Es recomana contra els paràsits intestinals. Evita la retenció urinària, és carminativa i amb efecte antivomitiu. Antireumàtica: el seu contingut en àcid anísic permet el tractament per a malalties reumàtiques. Estimula la producció de llet en les dones lactants. Quists d'ovari: cal realitzar un massatge abdominal utilitzant l'oli essencial. A nivell extern s'usa contra la faringitis, per a cicatritzar ferides, aftes, inflamacions osteoarticulars, alopècia i dolors musculars.

## Toxicitat
Tot i que no s'ha determinat directament la relació entre el càncer i l'alfàbrega en la dieta humana, a vegades es desaconsella utilitzar-la en dones embarassades perquè l'oli essencial d'alfàbrega és ric en estragol, que és un potent cancerigen. L'estragol podria accedir a la llet materna. Tampoc és recomanable en nens menors de 6 anys, ni en pacients amb gastritis, úlceres gastroduodenals, síndrome de l'intestí irritat, colitis ulcerosa, malaltia del Crohn, hepatopaties, epilèpsia, Parkinson o altres malalties neurològiques. L'oli essencial d'alfàbrega és irritant de les mucoses i en dosis elevades pot resultar neurotòxic.